# Frans Swarttouw

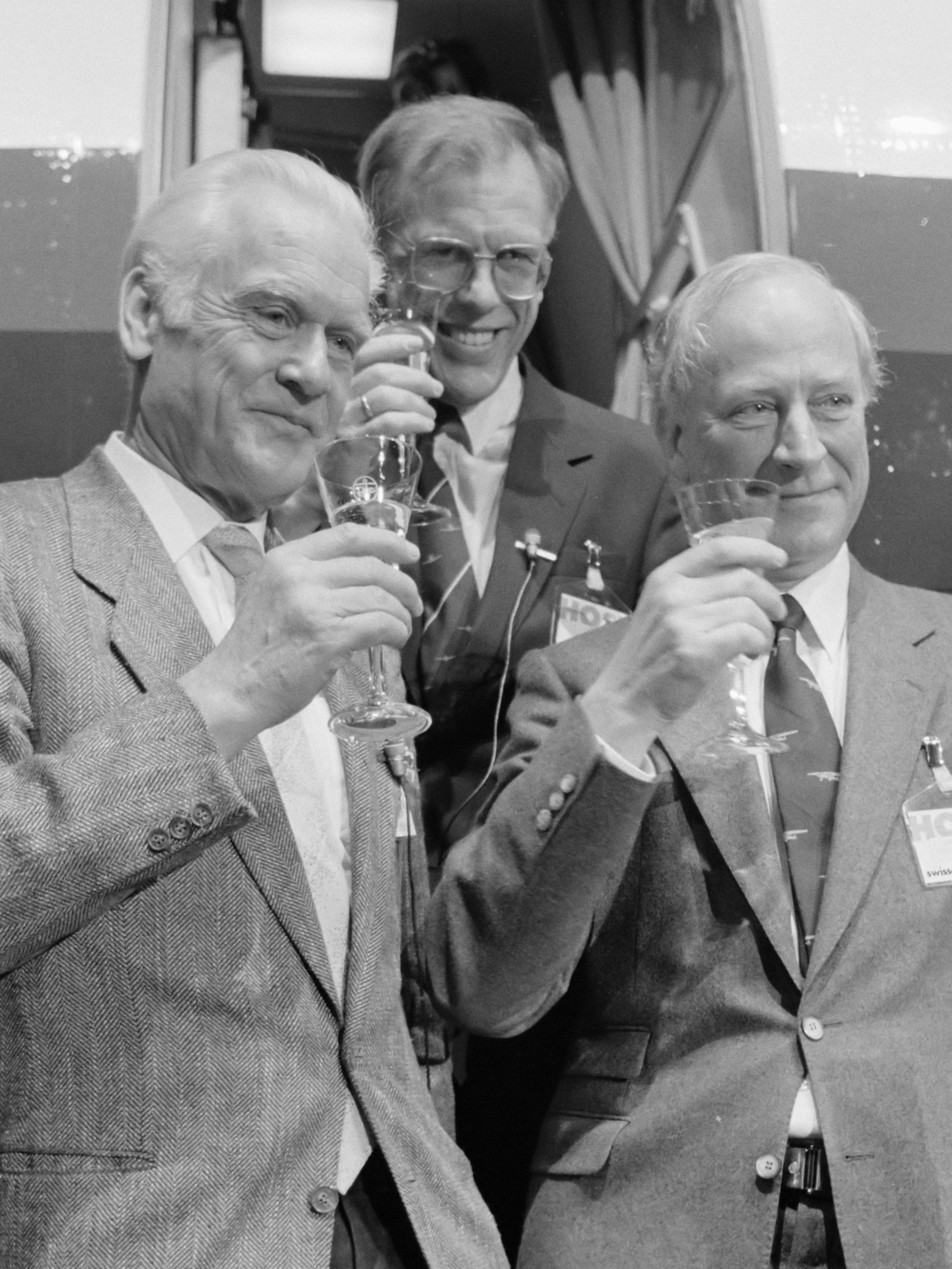
Overdracht van de eerste Fokker-100 aan Swissair; v.l.n.r. Robert Staubli (Swissair), Van Duinen en Frans Swarttouw (Fokker) (29 februari 1988)

François (Frans) Swarttouw (Den Haag, 15 december 1932 - Amsterdam, 3 februari 1997) was een Nederlands topfunctionaris. Hij was onder andere voorzitter van de raad van bestuur van vliegtuigbouwer Fokker.
Swarttouw was de zoon van Hendrik Swarttouw, directeur van een stuwadoorsbedrijf, en Maria Pieternella Jacoba Willy Hamel. Zijn grootvader was Frans Swarttouw, die evenals zijn broer Cornelis al in de negentiende eeuw een stuwadoorsbedrijf leidde. Zijn grootvader stichtte Frans Swarttouw Havenbedrijven.

## Rotterdamse haven
Na de middelbare school studeerde Swarttouw bedrijfseconomie aan de Nederlandse Economische Hogeschool in Rotterdam. Na zijn doctoraalexamen trad hij in 1956 in dienst bij het familiebedrijf Quick Dispatch, gespecialiseerd in de overslag van bulkgoederen. In de eerste twee jaren leerde hij de praktische en  commerciële kanten van het havenbedrijf. Hij ging ook naar de Verenigde Staten om internationale ervaring op te doen. In 1958 kwam hij in de directie van Quick Dispatch naast zijn vader en oudere broer Henk. In hetzelfde jaar werd hij benoemd tot president-directeur.
Door de opkomst van de container maakte hij in oktober 1965 bekend een speciale containerterminal te willen opzetten op het terrein van Quick Dispatch aan de Eemhaven, samen met concurrent Thomsen's Havenbedrijf en de Nederlandse Spoorwegen. In 1966 werd de combinatie uitgebreid met drie andere grote stuwadoors. Op 24 oktober 1966 werd de oprichtingsovereenkomst van Europe Container Terminals (ECT) getekend. Het project kostte meer dan Quick Dispatch aan kon en daarom nam de Koninklijke Rotterdamsche Lloyd NV een aandelenbelang in Quick Dispatch. Op 1 januari 1969 nam de Lloyd ook de resterende aandelen over. Na de overname bekleedde Swarttouw verscheidene functies binnen Lloyd, al bleef hij als commissaris betrokken bij ECT. In 1970 nam hij de leiding van ECT op zich. Hij slaagde erin verschillende grote containervervoerders naar de haven van Rotterdam te halen. Onder zijn leiding ontwikkelde ECT zich tot Europa's grootste containeroverslagbedrijf.
Naast zijn functie binnen ECT was hij lid van het algemeen bestuur van het Verbond van Nederlandse Ondernemingen en van het dagelijks bestuur van de Scheepvaartvereniging Zuid, het organisatieverband van Rotterdamse havenwerkgevers. Swarttouw kon op momenten van spanning en tijdens onderhandelingen ruw, plat en ordinair optreden. In de Rotterdamse haven kon een dergelijke opstelling tot resultaten leiden.

## Fokker
In 1978 vroeg minister van Economische Zaken Harry Langman hem topman te worden bij de Nederlandse tak van de Duits-Nederlandse vliegtuigbouwcombinatie VFW-Fokker. De samenwerking met de Vereinigte Flugtechnische Werke uit Duitsland was spaak gelopen. Swarttouw werd gezien als de man die Fokker weer als zelfstandige vliegtuigbouwer kon positioneren. Onder Swarttouw kwam een scherpere verdeling van verantwoordelijkheden tot stand met een strakkere leiding. Hij streefde ernaar de bij Fokker dominante positie van het ontwikkelings- en ingenieurswerk ondergeschikt te maken aan de commercie. Hij zocht voor Fokker naar internationale partners, maar de gesprekken leidde tot niets. McDonnell Douglas was een serieuze partner, maar Swarttouw kon ten slotte niet met de Amerikanen overweg en liet MDD snel weer vallen.
In mei 1981 stemde het Kabinet-Van Agt I (1977-1981) ermee in om 800 miljoen gulden te investeren in een vliegtuigproject. In het voorjaar van 1983 begon Fokker aan de gelijktijdige ontwikkeling van twee nieuwe vliegtuigtypes: de Fokker 50 en de Fokker 100. Beide projecten bleken duurder dan verwacht en Fokker kwam in ernstige financiële problemen, die spoedig het voortbestaan van de onderneming bedreigden. In juni 1986 bood de overheid wederom de helpende hand, in de vorm van kredieten en rentegaranties voor het Fokker 100 project - tezamen 157,3 miljoen gulden. Dit was nog steeds niet voldoende. Binnen de raad van bestuur van Fokker leidde het beleid van Swarttouw tot grote spanningen. Hij liet zich niet op andere gedachten brengen, met als gevolg dat het ene na het andere directielid opstapte. Eind 1987 was Swarttouw nog als enige in de raad van bestuur en balanceerde Fokker op de rand van het faillissement. In december 1987 volgde nog een keer staatssteun. In juni 1989 gaf hij zijn bestuursfunctie op en werd lid van de raad van commissarissen van Fokker. In 1991 werd hij tweemaal geopereerd en kreeg hij een nieuwe hartklep. Intussen was de nieuwe directie van Fokker in gesprek met het Duitse automobiel- en technologieconcern Daimler-Benz. Swarttouw was het met de overname volstrekt oneens. Uit onvrede stapte hij op 7 juli 1992 op als commissaris.
In juni 1995 werd bij Swarttouw keelkanker geconstateerd. Hij koos voor een bestralingstherapie die enkel het ziekteproces zou vertragen. Op 3 februari 1997 maakte hij zelf met medicijnen een einde aan zijn leven. Volgens zijn vrouw Mienke Schaberg "gaf de arts een prik waardoor Frans onmiddellijk verslapte en in elkaar zeeg." De dag na zijn dood werd een indringend televisie-interview met hem uitgezonden. Swarttouw zelf had Paul Witteman gevraagd om een interview kort voor zijn overlijden.
- International Standard Name Identifier: 0000 0003 9101 5330
- Nederlandse Thesaurus van Auteursnamen: 273432370
- Virtual International Authority File: 284792425